# Guillem Fuster
Guillem Fuster (Barcelona? segle xv - ? segle xv) fou un bibliòfil, poeta en llengua llatina i erudit català del segle xv.
Les dades que se'n té provenen de la seva relació amb Pere Miquel Carbonell, amb qui va mantenir correspondència epistolar l'any 1475. Pertanyia a l'orde de sant Jeroni i sembla que vivia en un monestir de la Vall d'Hebron. Tingué també relació amb Jeroni Pau.

## Obra
- Epistula ad P.M. Carbonellum
- Epigramma ad P.M. Carbonellum
- Epigramma Petro M. Carbonello